# 半截沟镇
半截沟镇，是中华人民共和国新疆维吾尔自治区昌吉回族自治州奇台县下辖的一个乡镇级行政单位。

## 行政区划
半截沟镇下辖以下地区：
中葛根村、川坝村、小水山村、大庄子村、老葛根村、麻沟梁村、半截沟村、营盘滩村、新户梁村、石河子牧场村、腰站子村和半截沟奇台林场。